# Die Wüste
Die Wüste ist ein Theaterstück von Tankred Dorst, das am 26. Februar 2005 unter der Regie von Hermann Schmidt-Rahmer im Theater Dortmund uraufgeführt wurde.
In elf Szenen erhält der Zuschauer Einblicke in das Leben des französischen Offiziers, Nordafrika-Forschers und späteren Eremiten Charles de Foucauld. Im Jahr 1962 hatte Tankred Dorst während der Arbeit an einem Film über Camus die Klause des Einsiedlers besucht.

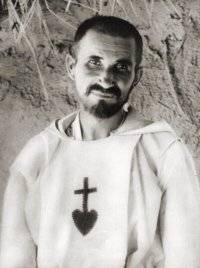
Charles de Foucauld, um 1907

## Inhalt
Szene 2 – Hotel Molière in Algier
Der Kolonialoffizier Leutnant de Foucauld will die Pariser Prostituierte Mimi auf einem Fest der Garnison in Algier als Jeanne d’Arc auftreten lassen. Foucaulds Freund Laperrine rät ab, denn das könne den Offiziersfrauen nicht zugemutet werden. Der Oberst hält viel von seinem Leutnant und möchte ihn ebenfalls umstimmen. Mimi den Oberst einen „Arsch“ genannt hat, wird de Foucauld aus der französischen Armee entlassen.
Szene 3 – Wer bin ich?
Laperrine schlendert mit befreundeten jungen Offizieren durch Algier. Er wähnt den Freund im fernen Frankreich, begegnet ihm aber am Wege. Ein schlechter Scherz – der reiche Foucauld hat sich, als zerlumpter, verlauster Bettler verkleidet, beinahe unkenntlich gemacht.
Szene 4 – Farce
Als hochdekorierter Nordafrika-Forscher wieder daheim in Frankreich, sucht Foucauld seine Geliebte Marie de Bondy in deren Schloss auf. Marie will ihren verhassten Gatten Hector mit einem Glas präpariertem Likör aus der Welt schaffen. Foucauld trinkt das Glas schnell aus und legt sich vergeblich zum Sterben hin, denn der Likör war nicht vergiftet. Die Amateurpsychologin Marie hat lediglich studienhalber mit dem Geliebten gespielt.
Szene 6 – Mon Ange
Marie trauert auf ihrem Schloss um den toten Ehemann, der bei einem Attentat ums Leben gekommen ist. Marie ist frei. Foucauld erscheint zusammen mit seinem Gefährten, dem jungen Tuareg Ouksem. Marie bekommt von dem Cousin einen Korb.
Szene 8 – Die Wörter
Foucauld lebt im Hoggar-Gebirge als Eremit. Er seiner Einsiedelei sucht ihn der Bischof von Algier auf. Der Bischof würdigt die zivilisatorische Leistung des Einsiedlers. Foucauld prophezeit den Kriegsausbruch in Europa. Vor dem Gespräch mit Foucauld hatte der Bischof den Novizen Michel, der mit dem Einsiedler die Behausung teilt, nach der Rechtschaffenheit des Zellengenossen befragt. Michel hatte ein Bild von einem heiligen Foucauld gemalt und Ouksem als dessen Freund benannt.
Szene 9 – Es ist mir gesagt worden
Ouksem sitzt neben dem toten Foucauld. Chamäleon und Webervogel plappern beziehungsweise zwitschern dummes Zeug.
Szene 10 – Monolog, Szene 11 – Antik heroisch streng
Laperrine, auf der Suche nach dem Mörder des Freundes, fliegt mit dem Leichnam von Oase zu Oase kreuz und quer über die Sahara. Tatverdächtige müssen unterwegs den Finger auf die Wunde des Toten legen. Wenn daraufhin die Wunde zu bluten beginnt, ist der Mörder gefunden. Laperinne hat schließlich Erfolg. Ouksem ist der Mörder.

## Form
In der letzten Szene erweist sich Ouksem als Foucaulds Mörder (siehe oben). Tankred Dorst bereitet den Zuschauer in der ersten und sechsten Szene auf die schnöde Tat vor: In der ersten Szene lässt Foucauld seinen Gefährten Ouksem mit der kostbaren Duellpistole spielen, die der junge Tuareg in der sechsten Szene von Marie geschenkt bekommt.
Wie faszinierend, aber auch menschenverschlingend die Sahara ist, malen „heutige Menschen“ in der fünften Szene in schrecklichen Bildern aus. Mit den heutigen Menschen meint Tankred Dorst unsere Zeitgenossen, die etliche Jahrzehnte nach Handlungsende (das ist das Jahr 1916) erzählen. Heutige Menschen äußern sich auch noch gegen Ende der siebten Szene. Letztere ist phantastisch geraten: Der tote, von der Bombe entstellte Hector spielt darin neben dem – vor dem Dorfpfarrer – reuigen Sünder Foucauld eine Hauptrolle.
Inhaltskurzangaben der Szenen, die allesamt am Anfang des Textes stehen und Szeneninhalte differieren in mehr als einem Fall. Zum Beispiel wird in der Inhaltsangabe zu Szene 9 die Wüste als Sprecherin angekündigt. Als es dann ernst wird, schweigt die Sahara.

## Textausgaben
- Die Wüste. S. 109–162 in Tankred Dorst. Prosperos Insel und andere Stücke. Mitarbeit Ursula Ehler. Werkausgabe 8. Suhrkamp, Frankfurt am Main 2008. ISBN 978-3-518-42039-3 (Verwendete Ausgabe)